# Bartosz Mickiewicz
Bartosz Adam Mickiewicz – polski ekonomista, inżynier, doktor habilitowany nauk ekonomicznych, kierownik Katedry Rozwoju Obszarów Wiejskich i Gospodarki Żywnościowe. Do 2023 r. dziekan Wydziału Ekonomicznego Zachodniopomorskiego Uniwersytetu Technologicznego w Szczecinie.

## Życiorys
W 1998 r. obronił pracę doktorską pt. Rolnictwo Pomorza Środkowego w aspekcie przekształceń własnościowych w latach 1992-1996, której promotorem był prof. Lech Pałasz, w 2011 r. habilitował się na podstawie pracy zatytułowanej Problemy zrównoważonego rozwoju polskiego rolnictwa (teoria, metodologia, praktyka). Pracuje na stanowisku profesora uczelni i prorektora ds. filii w Collegium Humanum - Szkole Głównej Menedżerskiej.
Był profesorem nadzwyczajnym w Katedrze Rozwoju Obszarów Wiejskich i Gospodarki Żywnościowej na Wydziale Ekonomiki i Organizacji Gospodarki Żywnościowej Akademii Rolniczej w Szczecinie.
Były przewodniczący Rady Dyscypliny Naukowej - Ekonomii i Finansów ZUT.

## Wyróżnienia
- Doktor honoris causa Grodzieńskiego Państwowego Uniwersytetu Rolniczego[2]
- Doktor honoris causa Łotewskiej Akademii Nauk[3]